# Amomum nemorale
Amomum nemorale là một loài thực vật có hoa trong họ Gừng. Loài này được George Henry Kendrick Thwaites mô tả khoa học đầu tiên năm 1861 dưới danh pháp Elettaria nemoralis. Năm 1883, George Bentham và Joseph Dalton Hooker chuyển nó sang chi Amomum nhưng không tạo ra tổ hợp tên gọi mới. Năm 1885, Henry Trimen chính thức đặt ra danh pháp Amomum nemorale.

## Phân bố
Loài này có tại Sri Lanka (Reigam corle = Raigamkorale và Pasdoon corle = Pasdumkorale).